# Demir Hyskja
Demir Hyskja (ur. 1 stycznia 1937 w Elbasanie, zm. 6 sierpnia 2016 tamże) – albański aktor.

## Życiorys
W 1955 ukończył średnią szkołę budowlaną i przez sześć lat pracował w przedsiębiorstwie budowlanym. W tym czasie zaczął występować w zespole amatorskim. W 1961 ukończył korespondencyjny kurs aktorski organizowany przez Teatr Ludowy w Tiranie. Wkrótce potem dostał się do zespołu teatru Skampa w Elbasanie, rozpoczynając karierę zawodowego aktora. Grając już w teatrze ukończył studia zaoczne aktorskie w Instytucie Sztuk w Tiranie. Na dużym ekranie zadebiutował w 1967 r., zagrał łącznie w 27 filmach fabularnych. W 1992 przeszedł na emeryturę.
W 1969 został uhonorowany przez władze Albanii tytułem Zasłużonego Artysty (alb. Artist i Merituar), a w 1979 – Artysty Ludu (alb. Artist i Popullit). Został też udekorowany Orderem Naima Frashëriego I kl.. Przez radę miejską Elbasanu został uhonorowany honorowym obywatelstwem tego miasta. W latach 1970–1990 czterokrotnie był wybierany deputowanym do parlamentu.

## Role filmowe
- 1967: Ngadhenjim mbi vdekjen jako Zihni Shaqiri
- 1970: Guximtaret jako Astrit
- 1971: Kur zbardhi nje dite jako kierowca
- 1974: Shpërthimi jako brygadzista Skender
- 1974: Operacioni zjarri jako Kometa
- 1975: Rrugicat që kërkonin diell jako Halim
- 1975: Ne fillim te veres jako Mali
- 1976: Fije që priten jako mąż Besy
- 1976: Pylli i lirise jako Ibrahim bej
- 1977: Një udhëtim i vështirë jako Miti
- 1978: Dollia e dasmës sime jako brat narzeczonego
- 1978: Gjyshi partizan jako dziadek
- 1978: I treti jako dyrektor Sigurimi
- 1979: Përtej mureve të gurta jako ojciec Ramiza
- 1979: Një natë nëntori jako kierowca Garbo
- 1979: Me hapin e shokëve jako ojciec
- 1980: Një ndodhi në port jako inż. Faik
- 1980: Dëshmorët e monumenteve jako nauczyciel
- 1982: Shokët jako dyrektor fabryki
- 1982: Nëntori i dytë jako mytessarif
- 1983: Një emër midis njerzëve jako Sezai
- 1983: Kohë e largët jako Kotlin Stringari
- 1984: Fushë e blertë fushë e kuqe jako Hamit
- 1985: Hije që mbeten pas jako ojciec Agrona
- 1986: Kronikë e atyre netëve
- 1986: Dhe vjen një ditë jako Baki Branica, ojciec Klary